# 比约恩·克虏伯
比约恩·克虏伯（德語：Björn Krupp，1991年3月6日—），德国男子冰球运动员。他曾代表德国参加2018年冬季奥林匹克运动会冰球比赛，获得一枚银牌。

## 家庭
父亲乌韦·克虏伯。